# هانسي بورغ
هانسي بورغ (بالألمانية: Hansi Burg)‏ (و. 1898 – 1975 م) هي ممثلة، وممثلة مسرحية، وممثلة أفلام ألمانية، ولدت في فيينا، توفيت عن عمر يناهز 77 عاماً.

## وصلات خارجية
- هانسي بورغ على موقع IMDb (الإنجليزية)

- هانسي بورغ في قاعدة بيانات الأفلام على الإنترنت